# 오가사와라 나가시게
오가사와라 나가시게(小笠原長重)는 에도 시대 전기부터 중기까지의 하타모토, 후다이 다이묘이다. 미카와 요시다 번 제3대 번주, 무사시 이와쓰키 번 초대 번주를 지냈다. 쓰나요시 시대에는 노중을 역임하였다. 다다토모 계 오가사와라 가 제4대 당주.
요시다 번주 오가사와라 나가노리의 차남으로 태어났다.
| 전임 오가사와라 나가스케 | 제4대 미카와 요시다 번 번주 (오가사와라 가) 1690년 ~ 1697년 | 후임 구제 시게유키 |

| 전임 마쓰다이라 다다치카 | 제1대 이와쓰키 번 번주 (오가사와라 가) 1697년 ~ 1710년 | 후임 오가사와라 나가히로 |

| 전임 마쓰다이라 노부오키 | 제12대 교토 쇼시다이 1691년 ~ 1697년 | 후임 마쓰다이라 노부쓰네 |